# Francesco Pennisi
Francesco Pennisi (Acireale, 11 febbraio 1934 – Roma, 8 ottobre 2000) è stato un compositore italiano.

## Biografia
Manifestò interesse verso la musica fin da giovane; nell'immediato dopoguerra ebbe occasione di assistere a un concerto dove Luigi Dallapiccola presentò sue musiche, e ne rimase impressionato. Cominciò a scrivere le prime composizioni da autodidatta, influenzato soprattutto da Webern e Debussy.
Nei primi anni cinquanta, dalla natia Sicilia si trasferì a Roma, dove frequentò la facoltà di lettere dell'Università, allo stesso tempo iniziò gli studi di composizione sotto la guida di Robert W. Mann. Rimase comunque sempre legato alla sua regione natìa, amore di cui rimangono echi evidenti in molte sue composizioni, spesso ispirate al mito di una Sicilia classica, antica (Aci, il fiume, Descrizione dell'isola ferdinandea, Eclisse a Fleri, eccetera).
Negli anni sessanta è stato tra i fondatori dell'associazione "Nuova Consonanza" assieme a Aldo Clementi, Franco Evangelisti e Daniele Paris.
È stato anche grafico e pittore, lasciando una consistente produzione; oltre alle scenografie per le sue opere Sylvia simplex e Descrizione dell'Isola Ferdinandea ha pubblicato due libri, Deragliamento (Venezia, 1984) e Paesaggi di memoria inattendibile (Valverde, 1994), nonché le illustrazioni per Giona e il Leviatano di Giacoma Limentani (Roma, 1993); suoi lavori sono stati esposti in mostre personali a Roma e Palermo. Come pittore amò e praticò spesso la tecnica dell'acquarello, tecnica che sovente mise in relazione anche alla sua musica, riguardo alla leggerezza dei toni ed alla chiarezza del segno.
Colpito da un cancro, è morto prematuramente nella sua casa di Roma nel 2000.

## La musica

### Sguardo generale
Partito da posizioni vicine alla Seconda scuola di Vienna, Pennisi toccò in seguito numerose alcune correnti della musica del Novecento quali il serialismo e l'Alea, per approdare abbastanza presto (ovvero a metà circa degli anni sessanta) ad un linguaggio molto personale, dove il timbro diventa il parametro di primaria importanza. La sua scrittura fu sempre molto raffinata, con combinazioni armoniche molto ricercate (anche queste strettamente collegate con il loro effetto timbrico), e con un costante utilizzo di elementi prettamente decorativi che diverrano ben presto una delle strutture portanti della sua produzione musicale.
Le sue opere sono pubblicate da Suvini Zerboni (Milano), Ricordi (Milano) e Edipan (Roma).

### Gli esordi
Le sue prime composizioni (forse sarebbe meglio chiamarli "saggi compositivi") risalgono agli anni cinquanta, ma è nel decennio successivo che si ebbero le prime esecuzioni pubbliche di sue musiche. Il suo esordio compositivo vero e proprio avviene a Palermo nel 1962, con il brano L'anima e i prestigi; nel 1970 la sua musica appare per la prima volta alla Biennale di Venezia, dove la sua composizione A Cantata on melancholy è stata diretta in prima assoluta da Bruno Maderna.
È a partire dagli anni settanta che ha inizio la sua carriera internazionale: da quel momento la sua musica sarà eseguita ed apprezzata, oltre che in Italia, nelle maggiori manifestazioni musicali in Belgio, Francia, Germania, Svizzera ed in altri centri europei, africani, americani e asiatici.

### Opere teatrali
Nel 1972 compie la sua prima opera di teatro musicale, Sylvia Symplex, rappresentata alla Biennale di Venezia; in questo lavoro, per il quale Pennisi realizzò pure le scenografie (comprendenti anche un cartone animato da proiettarsi durante l'esecuzione), un conferenziere parte da una disquisizione seria sul mondo degli uccelli, per toccare poco dopo il fantastico ed il surreale, parlando di uccelli falsi o mai esistiti, di uccelli meccanici, sino ad arrivare all'uccellagione ed alla conseguente declamazione di ricette culinarie riguardanti i pennuti.
Al 1982 risale il suo secondo lavoro teatrale, 'Isola Ferdinandea, una sorta di celebrazione di un evento storico avvenuto nel primo Ottocento (ovvero l'emersione, ed il conseguente inabissamento di un'isola verificatisi tra Sciacca e l'isola di Pantelleria nel 1831).

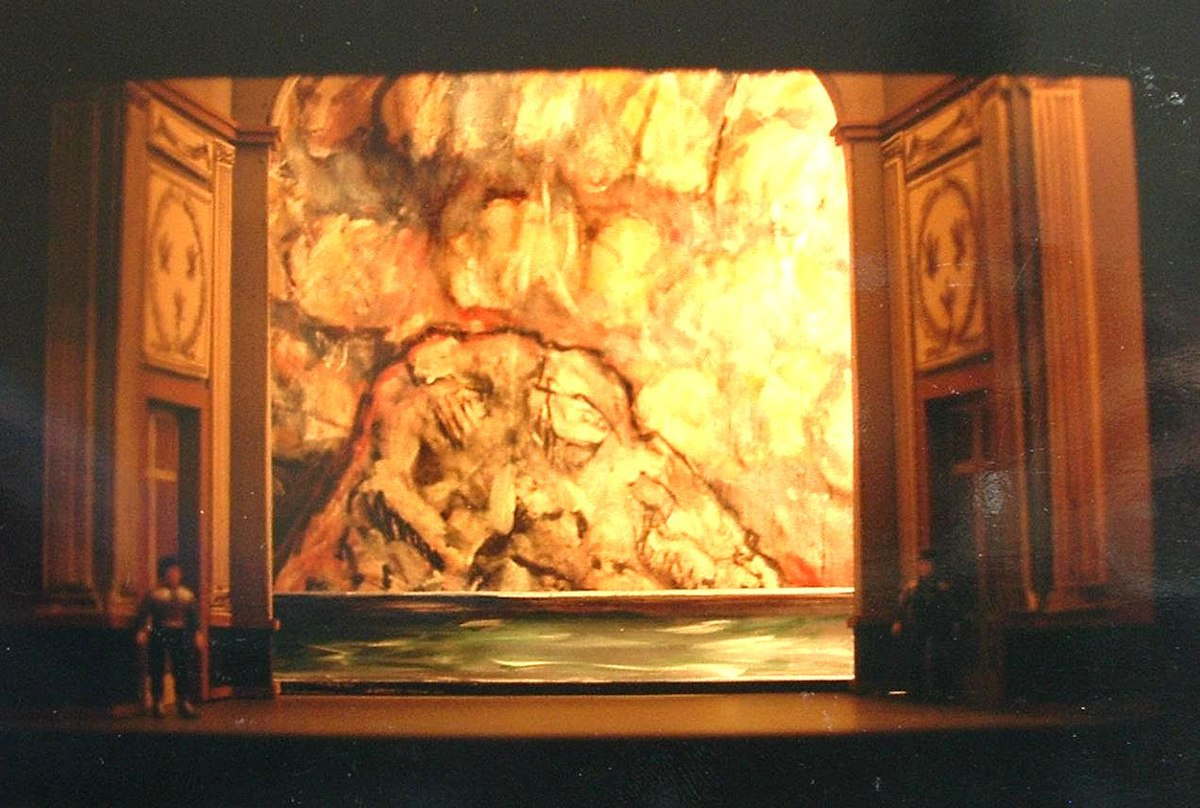
L'isola Ferdinandea, Scene S. Lo Iacono, Teatro Bellini Catania 1990.

Nel 1987 realizza per Radiodue-Rai "Aci, il fiume", di cui scrive testi e musiche. La direzione è di Marcello Panni e la regia è di Giuseppe Rocca. Il lavoro è segnalato al XXXIX Premio Italia (Vicenza, settembre '87).
Nel 1988, su commissione di Radiotre-Rai, scrive le musiche sui testi medievali del LUDUS DEI TRE RE E DI ERODE, elaborati e diretti da Giuseppe Rocca. La direzione musicale è di Lanzillotta. La messa in onda avviene in diretta dall'Università di Torvergata (con Mario Scaccia, Arturo Bandini, Sara Di Nepi e altri).
Ne L'esequie della luna, rappresentato la prima volta alle Orestiadi di Gibellina nel 1991, la metafora della caduta della luna diventa un tema comune per differenti riflessioni sul tramonto di una civiltà.
Tristan (1995), opera commissionata dalla Biennale di Venezia e dal Teatro Comunale di Bologna, si basa su un testo ermetico (ed avanguardista) del poeta Ezra Pound, rimasto inedito fino al 1987, mentre Nox Erat, melologo per voce recitante e orchestra su testi tratti dall'Eneide di Virgilio, è uno degli ultimissimi lavori di Francesco Pennisi, ed è stato rappresentato postumo al Teatro Ponchielli di  Cremona e al Maggio Musicale Fiorentino nel 2000.

### Musica strumentale e vocale
Notevole rimane pure la sua produzione di musica da camera (tra cui spicca Carteggio, raccolta di brani per flauto, violoncello e clavicembalo che è stata anche rappresentata in forma scenica alla "Piccola Scala" di Milano) e di musica orchestrale con e senza solisti (di particolare rilievo i lavori per flauto e orchestra, Arioso mobile, 1981, Eclisse a Fieri, 1985, e Scena, 1996, che stanno a testimoniare la grande passione di Pennisi, più volte dichiarata, per questo strumento).
La musica vocale segna tutto l'iter compositivo di Francesco Pennisi, dagli esordi (L'anima e i prestigi, del 1962) fino agli ultimi lavori (Farfalle, del 2000); la vocalità delle musiche pennisiane non rinuncia ai tratti peculiari della sua scrittura, pur presentando delle caratteristiche di cantabilità che non rompono completamente con il passato (senza per questo risultare passatiste). Oltre ai brani citati, sono di particolare rilievo le composizioni Era la notte su versi di Torquato Tasso, Medea Dixit da Ovidio, Altro effetto di luna su testo di Eugenio Montale, Serena, L'ape iblea su testo di Vincenzo Consolo.

## Opere

### Brani per strumento solo
- Afterthoughts per pianoforte (1962)
- Due studi per clavicembalo (1963)
- Madame Rècamier per arpa (1978)
- Intermezzo per chitarra (1979)
- Promenade per pianoforte preparato (1980)
- Due piccole rapsodie per arpa (1982)
- Oh Lilibeo! per flauto in sol (1982)
- Canzone da sonare per pianoforte (1983)
- In un foglio per pianoforte (1983)
- Deragliamento per pianoforte (1988)
- Piccolo labirinto per chitarra (1989)
- Quasi cantabile per pianoforte (1991)
- Di un quieto sonare per clavicembalo (2000)
- May be Blues per pianoforte (2000)

### Musica da camera
- Cinque pezzi infantili per pianoforte a quattro mani (1950-1952)
- Invenzione per 3 clarinetti, celesta, piatti (1963)
- Palermo, aprile per 18 strumenti (1965)
- Quintetto in quattro parti per 5 esecutori (1966 al Teatro La Fenice di Venezia)
- Choralis cum figuris per gruppo strumentale (1968)
- Mould per strumenti a tastiera e a percussione (1968)
- Trio per flauto, corno e contrabbasso (1968)
- A tempo comodo per metronomo e da 2 a 4 esecutori con strumenti diversi (1970)
- Note e paragrafi sull'Op. per clavicembalo e arpa (1971)
- Carteggio per flauto, violoncello e clavicembalo (1974-1976)
- Scritto in margine per 2 violini e viola (1975)
- Hortus fragilis per 2 pianoforti, flauto, oboe, clarinetto, fagotto, corno, chitarra (1976)
- Nuit sans étoiles per clavicembalo, 2 violini e viola (1977)
- Notturnino per 3 chitarre (1978)
- Movimento per quintetto di fiati (1980)
- Acanthis per flauto e pianoforte (1981
- La muse endormie per viola e pianoforte preparato (1981)
- Sesto trio per flauto in sol, viola e arpa (1982)
- Due canzoni natalizie etnee per 11 strumenti (1982-1983)
- Introduzione al grecale per flauto e arpa (1984)
- Per Elettra frammento per quintetto di fiati e percussione (1984)
- Alba per 4 chitarre (1987)
- Tre pezzi per clarinetto, viola e pianoforte (1987-1990)
- Dal manoscritto Sloan per clavicembalo e arpa (1988)
- Méliès per flauto e chitarra (1990)
- Piccolo campionario d'echi della Valrameau per 2 clavicembali (1991)
- Duettino augurale nel segno della bilancia per flauto e violino (1992)
- Preludietto e coda sul nume Goffredo per flauto e clavicembalo o pianoforte (1994)
- Echi per Aldo per pianoforte a quattro mani (1995)
- Icaro a Capodimonte per chitarra e quartetto d'archi (1995)
- Se appare il dubbio per flauto, clarinetto, violoncello, pianoforte e percussioni (1996)
- Étude-rapsodie per flauto, clarinetto e pianoforte (1997)
- Cartolina dall'ombra del faggio per otto strumenti (1998)

### Musica vocale
- L'anima e i prestigi per contralto, 3 tromboni e 2 percussioni, testo di Lucio Piccolo (1962)
- Invenzione seconda per soprano, flauto, sassofono soprano, trombone, arpa, 3 percussionisti, contrabbasso, testo di Eugenio Montale (1963)
- A cantata on Melancholy per soprano e orchestra (1967)
- Fossile per voce maschile e 8 strumenti (1968 al Teatro La Fenice di Venezia)
- Serena per soprano, flauto, pianoforte preparato, contrabbasso, testo di N. D'Agostino (1973)
- Le vigne di Samaria per coro e orchestra, su frammenti biblici (1974)
- Chanson de blois per soprano, chitarra e pianoforte (1977)
- Era la notte per voce femminile, clavicembalo e orchestra, testo di Torquato Tasso (1982)
- The garden per voce e clavicembalo o pianoforte, testo di Andrew Marvell (1984)
- Aci, il fiume per 2 soprani, baritono e orchestra da camera, testo di Ovidio e Luis de Góngora (1986)
- I mandolini e le chitarre per soprano, flauto in sol, arpa e pianoforte (1986)
- Purpureas Rosas (madrigale), trascrizione per 3 voci e quartetto di clarinetti (1986-1990)
- L'inganno della rete per soprano, flauto, chitarra e arpa, testo di Lucio Piccolo (1988)
- Petite chanson de blois per soprano, chitarra e pianoforte, testo di Charles d'Orléans e François Villon (1988)
- Al precario sentiero per soprano e chitarra, testo dell'Autore (1990)
- Sei versi del Foscolo da Saffo per voce e quartetto d'archi (1991)
- Silva Resonat per basso, clarinetto e pianoforte, testo di Virgilio (1991)
- Due notturni per soprano, chitarra e archi, testi di Ugo Foscolo da Saffo (1991-1992)
- The wild swans per soprano e 7 strumenti, testo di William Butler Yeats (1992)
- Medea Dixit per soprano e 8 strumenti, testo di Ovidio (1993)
- O lux beatissima per 2 soprani e orchestra da camera, su testi sacri (1994)
- Altro effetto di luna per voce e gruppo strumentale, testo di Eugenio Montale (1996)
- L'ape iblea per soprano, voci recitanti e orchestra, testo di Vincenzo Consolo (1998)
- Congedo per coro e orchestra su testo liturgico (1999)
- Farfalle per soprano e 6 strumenti, testo di Sebastiano Addamo (2000)

### Musica orchestrale
- La lune offensée per orchestra da camera (1970-1971)
- Andante sostenuto per orchestra (1977)
- Fantasia per violoncello e orchestra (1977)
- Duetto e orizzonte per flauto, chitarra e orchestra (1978)
- Gläserner Tag per orchestra (1978)
- Capricci e cadenze per clavicembalo e orchestra (1979)
- La partenza di Tisias per viola e orchestra (1979)
- Memorie e varianti - Concerto per orchestra (1980)
- Arioso mobile, per flauto, ottavino e orchestra (1981)
- L'arrivo dell'unicorno poemetto per arpa e orchestra da camera (1984-1985)
- Postilla per Aldo Clementi per arpa e 24 orchestra da camera (1985)
- Eclisse a Fleri per flauto contralto, flauto basso e orchestra (1985)
- Intonazione per foresta ariostea per tromba e orchestra (1989)
- Angelica in bosco per arpa e orchestra (1990)
- Una cartolina da Selim (Omaggio a Mozart) per orchestra (1991)
- Scena per flauto e orchestra (1996)

### Lavori teatrali
- Sylvia Simplex - Ornitoscopia, scena per un conferenziere, proiezioni, soprano e orchestra da camera, testo dell'autore (1971-1972)
- Descrizione dell'isola ferdinandea, opera in sette quadri, testo del compositore da Charles Baudelaire e Ferdinando Gravina di Palagonia (1982)
- Per Agamennone, musiche di scena per la tragedia di Eschilo (1983)
- L'esequie della luna, opera su testo di Roberto Andò da Lucio Piccolo, Juan de la Cruz, William Butler Yeats, Andrea Zanzotto (1991)
- Tristan, opera in un atto, dal play Modelled on the Noth di Ezra Pound (1995)
- Nox erat, melologo su frammenti del quarto libro dell'Eneide di Virgilio (2000)